# Röthelstein
Röthelstein település Ausztriában, Graz közelében, Stájerországban.

## Fordítás
Ez a szócikk részben vagy egészben  a   Röthelstein című angol Wikipédia-szócikk ezen változatának fordításán alapul.  Az eredeti cikk szerkesztőit annak laptörténete sorolja fel. Ez a jelzés csupán a megfogalmazás eredetét és a szerzői jogokat jelzi, nem szolgál a cikkben szereplő információk forrásmegjelöléseként.